# Stasa Zajovic
Stanislava Staša Zajović (née en 1953) est une féministe et essayiste monténégrine, reconnue pour son engagement dans la promotion des droits des femmes et la paix. Elle a co-fondé l'association Women in Black à Belgrade, avec Lepa Mlađenović, qui vise à sensibiliser le public aux violences de guerre et aux droits des femmes.

## Biographie
Née à Nikšić, Zajović a grandi dans un environnement qui a nourri son intérêt pour les questions sociales. Elle a étudié à l'université de Belgrade, où elle a développé ses idées sur le féminisme et la justice sociale.

## Activités et contributions
En tant que membre fondatrice de Women in Black, Zajović a participé à de nombreuses manifestations et campagnes visant à dénoncer la violence de guerre et à promouvoir la paix. L'association est connue pour son approche pacifiste et son engagement envers les victimes de conflits.

## Publications
Zajović a également publié plusieurs essais sur le féminisme, la paix et les droits de l'homme, contribuant au débat public sur ces sujets en Serbie et au Monténégro.

## Impact et reconnaissance
Son travail a eu un impact significatif sur le mouvement féministe dans la région, et elle est respectée pour son engagement envers l'égalité des sexes et la justice sociale.